# IWGP世界ヘビー級王座
IWGP世界ヘビー級王座（IWGPせかいヘビーきゅうおうざ）は、新日本プロレスが管理・認定している王座。IWGPヘビー級王座、IWGPインターコンチネンタル王座の統一王座。

## 概要
2020年1月5日、レッスルキングダム14 Day2にてIWGPヘビー級王者のオカダ・カズチカとIWGPインターコンチネンタル王者の内藤哲也による、史上初のダブル選手権試合が行われ、これに勝利した内藤が二冠王者となった。
2021年1月4日、レッスルキングダム15 Day1にて二冠王者となった飯伏幸太が、翌1月5日のレッスルキングダム15 Day2で初防衛に成功後、プロレスを広めるために王座の統一を提唱、1月12日の会見でも「二冠になってから王座が一度も分かれていない」ことを理由に王座の統一を再度提案した。
2月28日、「王座統一の阻止」、「二冠解体」を目的としてIWGPインターコンチネンタル王座にのみ挑戦した内藤を退け、王座統一に向けて大きく前進した。
3月1日、飯伏の意向を尊重した新日本プロレス会長の菅林直樹により、IWGPヘビー級王座とIWGPインターコンチネンタル王座を統一し、両王座の歴史を継承したIWGP世界ヘビー級王座を新たに創設することが発表された。会見では「飯伏を初代IWGP世界ヘビー級王者に認定する」「初防衛戦を4月4日の両国国技館大会で、NEW JAPAN CUPの優勝者と行う」「3月4日の日本武道館大会で、IWGPヘビー級王座及びIWGPインターコンチネンタル王座の二冠王者である飯伏とIWGPジュニアヘビー級の二冠王者（IWGPジュニアヘビー級王座及びIWGPジュニアタッグ王座）であるエル・デスペラードによるスペシャルシングルマッチを行う」ことも併せて発表されたが、飯伏はデスペラードとの試合をIWGPヘビー級王座及びIWGPインターコンチネンタル王座のダブル選手権試合にすることを提案した。同日、飯伏とデスペラードの試合をダブル選手権試合に変更し、「勝者を初代IWGP世界ヘビー級王者に認定する」と改められた。
3月4日、飯伏が両王座の防衛に成功し、初代IWGP世界ヘビー級王者に認定された。
3月30日、試合前にベルト贈呈式が行われ、IWGP世界ヘビー級王座のベルトが披露された。
NEW JAPAN CUPはIWGP世界ヘビー級王座の挑戦権を争う大会である（優勝者には自動的にIWGP世界ヘビー級王座への挑戦権を与えられる）ため、IWGP世界ヘビー級王者は出場しないことが原則となっている。対してG1 CLIMAXには覇者に挑戦権が自動的に与えられる規定が特にない（覇者がIWGP世界ヘビー級王座に挑戦するかどうかは、大会終了後の覇者自身の意思に委ねられる）こともあり、IWGP世界ヘビー級王者も出場可能であり、王座創設以来IWGP世界ヘビー級王者は毎年欠かさず出場している。

## 歴代王者
| 歴代   | 王者                | 戴冠回数 | 防衛回数 | 獲得日         | 獲得場所 備考（対戦相手）         |
| ------ | ------------------- | -------- | -------- | -------------- | --------------------------------- |
| 初代   | 飯伏幸太            | 1        | 0        | 2021年03月04日 | 日本武道館 （エル・デスペラード） |
| 第2代  | ウィル・オスプレイ  | 1        | 1        | 2021年04月04日 | 両国国技館 2021年5月20日王座返上  |
| 第3代  | 鷹木信悟            | 1        | 3        | 2021年06月07日 | 大阪城ホール （オカダ・カズチカ） |
| 第4代  | オカダ・カズチカ    | 1        | 4        | 2022年01月04日 | 東京ドーム                        |
| 第5代  | ジェイ・ホワイト    | 1        | 2        | 2022年06月12日 | 大阪城ホール                      |
| 第6代  | オカダ・カズチカ    | 2        | 2        | 2023年01月04日 | 東京ドーム                        |
| 第7代  | SANADA              | 1        | 4        | 2023年04月08日 | 両国国技館                        |
| 第8代  | 内藤哲也            | 1        | 2        | 2024年01月04日 | 東京ドーム                        |
| 第9代  | ジョン・モクスリー  | 1        | 4        | 2024年04月12日 | ウィントラスト・アリーナ          |
| 第10代 | 内藤哲也            | 2        | 1        | 2024年06月30日 | UBSアリーナ                       |
| 第11代 | ザック・セイバーJr. | 1        | 4        | 2024年10月14日 | 両国国技館                        |
| 第12代 | 後藤洋央紀          | 1        | 7        | 2025年02月11日 | エディオンアリーナ大阪            |
| 第13代 | ザック・セイバーJr. | 2        |          | 2025年06月29日 | 愛知県体育館                      |

## 主な記録
- 最多戴冠回数：2回
オカダ・カズチカ（第4代・第6代）
内藤哲也（第8代・第10代）
ザック・セイバーJr.（第11代・第13代）
- 年間最多戴冠回数：2回
内藤哲也（2024年）
- 最多連続防衛回数：7回
後藤洋央紀（第12代）
- 最多通算防衛回数：7回
後藤洋央紀
- 最長保持期間：271日
SANADA（第7代）
- 最短保持期間：31日
飯伏幸太（初代）
- 最年長戴冠記録：45歳7か月
後藤洋央紀（第12代）
- 最年少戴冠記録：27歳10か月
ウィル・オスプレイ（第2代）
- デビュー最長戴冠記録：21年2か月
ザック・セイバーJr.（第13代）
- デビュー最短戴冠記録：9年0か月
ウィル・オスプレイ（第2代）
- 初挑戦初戴冠
ウィル・オスプレイ（第2代）
オカダ・カズチカ（第4代）[注 6]
ジェイ・ホワイト（第5代）
SANADA（第7代）
ジョン・モクスリー（第9代）
後藤洋央紀（第12代）
- 新日本プロレス所属ではない選手の戴冠
ジョン・モクスリー（AEW）（第9代）

試合に関する初記録（海外で行なわれた試合の日付は現地時間）
- 初の選手権試合 及び 初の王座移動を伴った選手権試合
飯伏幸太（初代） 対 ウィル・オスプレイ
2021年4月4日 両国国技館
- 初の王座防衛に成功した選手権試合
ウィル・オスプレイ（第2代） 対 鷹木信悟
2021年5月4日 福岡国際センター
- 初の王座返上
ウィル・オスプレイ（第2代）
2021年5月20日返上
- 初の王座決定戦
鷹木信悟 対 オカダ・カズチカ
2021年6月7日 大阪城ホール[注 7]
- 初の海外で行なわれた選手権試合 及び 初の3人以上で行なわれた選手権試合
ジェイ・ホワイト（第5代） 対 アダム・コール 対 ハングマン・ペイジ 対 オカダ・カズチカ
2022年6月26日 ユナイテッド・センター
- 初の特別ルールで行なわれた選手権試合
SANADA（第7代） 対 EVIL
2023年10月9日 両国国技館 ランバージャック・デスマッチ
- 初の新日本プロレス主催ではない大会で行なわれた選手権試合
ジョン・モクスリー（第9代） 対 パワーハウス・ホブス
2024年4月24日 『AEWダイナマイト』
- 初の引き分けにより王座防衛に成功した選手権試合
後藤洋央紀（第12代） 対 ザック・セイバーJr.
2025年5月9日 トヨタ・アリーナ

## チャンピオンベルトのデザイン
IWGP世界ヘビー級王座のベルトは、大張髙己第10代新日本プロレス社長の実兄で、アニメーターの大張正己がデザインした。ベルトの各パーツは前身の両王座歴代のものを継承しており、放射状に拡がるラインは初代IWGPヘビー級王座、王冠のように上部に広がっている形状は2代目IWGPヘビー級王座、世界に羽ばたく羽根は3代目IWGPヘビー級王座、2色の配色とライオンマークの配置は4代目IWGPヘビー級王座、サイドバックルの形状はIWGPインターコンチネンタル王座の各デザインを基に構成されている。なお、4代目IWGPヘビー級王座のベルトにはあった、ベルト下部に取り付ける王者のネームプレートは採用されなかった。
2024年5月12日（現地時間11日）、第9代王者のジョン・モクスリーが海野翔太を相手に3度目の防衛に成功した後、乱入したEVILによってベルトがスプレーで黒塗りにされた。モクスリーは「黒は自分のテーマカラー」であるとして、黒塗りのままベルトを持ち続けていたが、内藤が第10代王者に戴冠した後にベルトが修繕され元通りになった。

## 主な出来事

### 王座統一に対する賛否両論
IWGP世界ヘビー級王座への統一に対し、当初は選手の間で賛否が分かれた。ウィル・オスプレイや後藤洋央紀が賛意を表した一方、先述の内藤をはじめ、オカダ、ジェイ・ホワイトは否定的な見解を述べた。
2021年4月4日に飯伏を破り第2代王者として戴冠したオスプレイは翌5日の会見で、ファンから「再びIWGPヘビー級王座とIWGPインターコンチネンタル王座に分けてはどうか」というリクエストがあったとした上でそれを明確に拒否した。これがきっかけとなり王座統一に対する否定的な見解は次第に収まっていった。実際にオカダやホワイトはのちにIWGP世界ヘビー級王座を戴冠しているが、王座を分ける旨の発言は一切していない。内藤も、3度目の王座挑戦を前にMAZDA Zoom-Zoom スタジアム広島で行なったインタビューで、「（IWGP世界ヘビー級王座の）ベルトへの思い入れは0、全くない」としながらも、「統一阻止に一生懸命になっていた過去の自分を否定してしまうようですごく嫌」という理由で、戴冠しても王座を分ける考えはないことを明言しており、第8代王者として戴冠後も前言通りIWGP世界ヘビー級王座を維持している。
辻陽太は、IWGP世界ヘビー級王座を戴冠した暁には王座を分けることを明言している。歴史のあるIWGPヘビー級王座が最高峰王座であるべきとし、IWGPインターコンチネンタル王座については即時封印の方針を示していることから、王座分割の主目的は事実上のIWGP世界ヘビー級王座からIWGPヘビー級王座への鞍替えである。

### 3本のチャンピオンベルトを巡る問題
第2代王者のオスプレイは、首の負傷により2021年5月20日に王座を返上した。しかし、8月14日（現地時間）のロサンゼルス大会に自作したIWGP世界ヘビー級王座のベルトを携えて登場し、「選手権試合には負けていないから、今も自分が王者であり、（第3代王者の）鷹木信悟は暫定王者だ」と主張した。オスプレイは王座を返上して以来、2021年内はアメリカで活動し、日本国内で試合をすることはなかった。
10月24日には、G1 CLIMAX 31を制覇したオカダが、翌2022年1月4日に行われるIWGP世界ヘビー級選手権試合の挑戦権利証の代わりとして4代目IWGPヘビー級王座のベルトを携えて登場するようになり、第3代王者の鷹木、王者を自称するオスプレイ、挑戦権利証保持者のオカダの3人が「ベルト」を保持している事態になった。
決着戦は2022年1月の東京ドーム大会で行われた。挑戦権利証保持者のオカダが1月4日に第3代王者の鷹木に勝利、第4代王者となって4代目IWGPヘビー級王座のベルトを封印、翌5日にオスプレイの挑戦を退け、初防衛に成功した。
ボクシングの暫定王座とは異なり、オスプレイの自称王者は、新日本プロレスには王者として正式に認められていない。よって、1月5日に行なわれたオカダ対オスプレイの選手権試合は、第4代王者であるオカダの防衛戦であり、決して王座統一戦ではない。

### 史上初のランバージャック形式での選手権試合
第7代王者のSANADAは、2023年のG1 CLIMAX 33にて予選にあたるリーグ戦を7戦全勝のブロック首位で突破したが、8月10日の準々決勝でEVILに敗れ、前人未到の「王者による全勝優勝」の道が絶たれた。EVILはこの勝利でSANADAに王座を要求するようになる。
EVILは、8月12日の両国国技館大会で行なわれた準決勝でオカダに敗れたが、翌13日の両国国技館大会で行動を起こし、試合後にSANADAからベルトを強奪。さらに阿部誠リングアナウンサーに、新日本プロレスからの通達とする「王者に値しないSANADAから王座を剥奪し、EVILに譲渡する」という内容の文章を強引に読ませた。SANADAは王者であるにもかかわらずベルトがない状況となる一方、EVILは「8代目王者」を自称するようになりベルトを持ち続けた。
両者による選手権試合は10月9日の両国国技館大会にて、史上初のランバージャック・デスマッチで行なわれ、SANADAが4度目の防衛に成功、武藤敬司からベルトを手渡され、自らの手に取り戻した。